# NGC 721
NGC 721 ist eine Balkenspiralgalaxie vom Hubble-Typ SBbc im Sternbild Andromeda, welche etwa 256 Millionen Lichtjahre von der Milchstraße entfernt ist.
Sie wurde am 27. August 1862 von dem deutsch-dänischen Astronomen Heinrich Louis d’Arrest entdeckt.